# 121 f.Kr.

## Händelser

### Efter plats

#### Romerska republiken
- Den romerska senaten antar motionen senatus consultum ultimum, vilket konsuln Lucius Opimius tolkar som att han får obegränsad makt att bevara republiken. Han samlar en väpnad styrka av senatorer och deras anhängare för att konfrontera Gaius Gracchus. Ett slag utkämpas inne i själva Rom, vilket resulterar i Gracchus och många av hans anhängares död.
- En tribunal inrättas i Rom, vilken avrättar 3 000 av Gracchus anhängare.
- Konsuln Quintus Fabius Maximus Allobrogicus, allierad med aeduerna, besegrar arvernerna och allobrogerna i Gallia Transalpina, vilket gör området till en romersk provins.

#### Kina
- Kineserna under general Ho Chu-ping besegrar Hsiung-nu-stammen.

## Födda
- Quintus Lutatius Catulus den yngre
- Publius Sulpicius Rufus, romersk plebejtribun

## Avlidna
- Gaius Gracchus, romersk politiker
- Marcus Fulvius Flaccus, romersk politiker
- Cleopatra Thea, egyptisk drottning (död efter misslyckat försök att förgifta sin son)